# Manoir de Longuefougères
Le manoir de Longuefougères est un édifice situé à Torcé-en-Charnie. Le monument est situé dans le département français de la Mayenne, à 3,7 km au nord du bourg de Torcé-Viviers-en-Charnie et à 2,3 km à l'est de celui de Voutré. L'édifice est inscrit au titre des monuments historiques depuis le 19 décembre 1985.

## Noms
- Longafilgaria, 752 et 799 (Gesta Aldrici, p. 178, 179).
- Longa-Fougeria, 1205 (Cartulaire d'Évron).
- Longuefougère, manoir, chapelle (Jaillot).

## Antiquité
Le domaine nommé Longafilgaria, donné à titre précaire par Gauziolène en 752 à Vulsing et par Francon à Germond en 799, peut être Longuefougère de Torcé ou Longuefougère de Parenne (Sarthe). Le rapprochement des textes, par la similitude des noms qui s'y trouvent groupés, prouve qu'il faut reconnaître Longuefougère dans le contrat de précaire de Gauziolène à Vulsing (752), dans celui de Francon à Germond (799), et sous la forme abrégée de Felcaria, dans le précepte de Louis le Pieux, 832.

## Seigneurie
Le domaine appartenait dès le XIIe siècle au moins à l'abbaye d'Évron. Il était centre d'un fief. Les ecclésiastiques de la famille de Bouillé en firent une sorte de bien héréditaire. L'un d'eux y fit bâtir un logis de style renaissance ; ses armes sont au-dessus de la porte, accompagnées de deux personnages soufflant dans des binious. Les fenêtres grillées, à meneaux croisés, sont reliées par les moulures qui les encadrent aux lucarnes à fronton. A l'intérieur, deux belles cheminées de même style avec écussons mutilés soutenus par deux génies.
Jean de Bouillé, prieur de Torcé en 1533 et 1536, recevait là Lancelot de Vassé, vicaire de l'abbé d'Évron, et René de Saint-François, grand doyen du Mans.
Claude de Bouillé, seigneur du Bourgneuf, lieutenant d'une compagnie de 100 hommes d'armes sous les ordres du duc de Longueville, y résidait en 1588 ; Éléonor de Bouillé, seigneur de Chelé et prieur de Torcé, de 1653 à 1670. On y trouve en 1678 Paul Livet, fermier de la châtellenie d'Assé-le-Bérenger, mari de Marguerite Angot.
La chapelle, construite en même temps que le manoir était dotée par Jean Pelois, prêtre, sous le vocable de N.-D. à charge de deux messes à Voutré et une seulement à Longuefougère. On emporta à l'abbaye d'Évron les ornements « que l'on croyoit de grand prix et un calice sur lequel il y avoit plusieurs figures, de grand prix aussi » ; mais le curé de Torcé les réclama en 1722, prétextant que la chapelle n'était pas dans l'enclos du domaine prioral.
Le logis et ses dépendances furent vendus nationalement, le 24 mars 1791, pour 5.400 ₶. Au XIXe siècle, dans le vieux logis, l'Abbé Angot remarque le tableau peint sur le trumeau de la cheminée de la salle.

## Sources et références
1. ↑  Distances mesurées sur Géoportail
2. ↑  « Manoir de Longuefougères », notice no PA00109623, sur la plateforme ouverte du patrimoine, base Mérimée, ministère français de la Culture (graphie erronée).
3. ↑  L'Abbé Angot indique que celui de Torcé ayant de vieille date eu quelque importance, doit peut-être être préféré.
4. ↑  Il valait 160 ₶ de ferme en 1716 et 600 ₶ en 1777.
5. ↑  Où se voient à gauche les nombreux pavillons et les tours à toits aigus du château de Torcé, et, au premier plan, un coin de la forêt ; un chasseur accompagné de son chien y tient un gibier en joue.

- article issu en grande partie de l'ouvrage de l'Abbé Angot, Dictionnaire historique, topographique et biographique de la Mayenne, 4 tomes, 1900-1910.
- Lib. fundat., t. VI, f. 122.
- Insinuations ecclésiastiques, Chapelle de la Glardière, Voutré.
- Gérault, Notice sur Evron, p. 302.